# かてきょん
『かてきょん』は、あづま笙子による日本の4コマ漫画作品。

## 概要
頭のいい小学生が勉強の苦手な女子高生の家庭教師になる、コメディー漫画。『まんがライフ』（竹書房）2010年2月号に読み切りが掲載後、同年5月号から2014年9月号まで連載された。話数表記は「LESSON:○」（○内は回数）で、55話+2話（単行本描きおろし）の全57話。
作者にとって初の単行本。

## 登場人物

### 主要人物
高塚らいら
高校1年生、のち高校2年生。
スポーツ万能で性格は快活だが勉強が苦手。テストの点はひとケタか10点台がほとんどでクラスの大半が100点を取ったテストで15点を取ったこともある。高校2年生になっても九九が7の段でつまる。
1時間以上勉強すると寝落ちするとしているが、それ以外でもスイッチが切れるように突然寝ることがあり、何をやっても起きない。学校の授業中も寝てることが多く、補修テストも受けている。
白川カムイの判断によると、覚えるのに少し時間がかかるのと、忘れるのが早く10覚えて、一晩で8忘れるとしている。
コスプレ好きで、色は水色が好き。雷と毛虫、こんにゃくが苦手。雷が鳴っているときは、妹のななかにいつも背中から抱きついている。嘘をついているのを判断するのが、態度で分かりやすい。また、ベッドの中や下に物を隠すクセがある。
料理が得意だが、フルーツポンチに木綿豆腐など時々変な物を入れることがある。両親が共働きなため、小さい頃は児童会館へ行っていたが、現在は夕食の準備を担当している。
普段はカンは鋭いが、本人は結構モテるが恋愛関係については鈍感。小6と中2の時にモテ期があったが、本人に関心がなく告白があっても断っていた。
小学生であるカムイの事は頼りがいもあり当初は、「何点とっても怒らないいい先生」、「弟ではなく、しいていえば（なぜか）お兄さん」として認識。しばらくしても特には本人は気付いてなかったものの、高校3年生に上がる春前に、カムイがアメリカ留学すると勘違いした時から気持ちに気づき、以降両思いとしていい感じになっていく。
高3では、文系選択。後に短大受験に合格するが、大学の一般教養の授業の為にカムイの家庭教師は延長している。
白川カムイ
小学5年生、のち小学6年生。
幼いころに、小学校の先生だった祖父、家族や従兄の白川北斗から教えを受けていた事や、自主勉強により既に学力が高校レベルに達しており勉強が得意（本人曰く「勉強が趣味」）。
その反面、泳げなかったりと運動や絵を描くこと、芸能知識は苦手。料理では単位のない「適量」「少々」の存在が理解できない、きっちり派。
植物にも詳しいが、嫌いな食べ物がしいたけだったり、幼稚園の時に髪型がきのこに似て馬鹿にされたこともあり、きのこ類は苦手。
頭頂部にアホ毛が触角のように2本生えていて、周りからは髪型からナスとして認識される。
照れ屋で口下手だが、興味のある話には夢中に話すクセがある。先生一族の家庭で幼いころは、かつてらいらが通った同じ児童館へ行っていた。カムイ自身も教師になるのが夢。
らいらの妹・ななかから、らいらの家庭教師の依頼があった時は、ななかを少し苦手だった事もあり引き受けるつもりはなかったが、元々ウサギと相性が良くなかった苦手のウサギ当番の交代と、らいらの写真を見せられて引き受ける決断している。
らいら以外や外で「先生」と呼ばれることを嫌がっている。本屋通いをしているが高校生の本を読んでいると、周りから不審がられたり、店員から何度も小学生の本の場所へ薦められている。
時々、意図せずコスプレをする（やらされる）流れになり、らいらに写真をコレクションされている。
らいらのことは「アホの子」だとは認識しているが、当初から若干意識しておりバレンタインの頃には、らいらが誰かにチョコをあげたか気になっており、この頃には既に意識している事がうかがえた。
中学は、科学部に所属。入学後は、らいらと一緒にデートする関係になっている。

### らいらの高校関係者
西岡あやめ
らいらのクラスメート。「東八スーパー（東八ストア）」でバイトしている。
らいらとは小学校からの付き合いがある。今まで、らいらに男っ気がない事を知っており、らいらがカムイに懐いている事を珍しがり、ななかと同じようにカムイとの関係を面白がっている。
高校卒業後の進路は専門学校を志望していたが、結果は作中では不明。
白川北斗
カムイの従兄。前髪から1本、触覚のように伸びている髪がある。
主に3年生を受け持つ理科の教師。らいらのクラスの化学の森先生が入院したため、代理で授業を受け持つ。らいらからは、あまり好かれていない。
若くイケメンなため女子生徒に人気があるが、熱が入ると専門用語でまくし立てるため、ドン引きされている。そのため、科学同好会を立ち上げ顧問も担当しているが部員が増えず、わずか2名しかいない。
以前は、カムイが彼の元へよく遊びに行っていた。頭が良くカムイにとって最初の先生であったが、嘘も教わったためカムイ自ら調べるクセを結果的にもたらした。
神社へは地域に住む者の礼儀として、大晦日と年明けに2回お参りへ行っている。
カムイが中学に上がる前に、カムイの両親がアメリカに行ったため、カムイの保護者として一緒に住むことになった。

### カムイの小学校関係者
高塚ななか
らいらの妹で、カムイの小学5年、6年と同じクラスメート。歴史好きで、虫が苦手。高塚家の最終決定権を持つとしている。
策士で口が悪く、姉のらいらも内心バカだと思ってるが姉想いである。
カムイをらいらの家庭教師に決めた理由は、2割が適当なのがいた、3割が面白そう、5割は変な家庭教師が来ないよう姉を心配したためだったが、当の本人たちは知らない。
カムイの事をからかって楽しんでおり、カムイと同じ中学校に入学しても継続しておりライフワークとしている。中学では文芸部に所属。
本郷
カムイの5年、6年のクラスメートで、5人兄弟の末っ子。いつも帽子を被っている。
頭はあまり良くないようで言い間違いが多い。実家は八百屋で、女好きで割りとイケメンの大学生の兄がいる。当初は彼がらいらの家庭教師になるところを、ななかが反対したと思われる。
お祭りで、屋台のダーツをやっても一発も的に当たらなかったが、らいらが代わりに1等を当てたので、NANTENDO TSを貰うことが出来た。
カムイ達と同じ中学校に入学、野球部に所属。
円山
本郷と同じくカムイの5年、6年のクラスメート。弟と妹がいる。面倒見がよく、近所の子達とも遊んでいる。
カムイとらいらが家庭教師の関係にあることを知った時は、本郷と一緒にカムイに尋問した。後に本郷と二人で勉強の様子を見学しに行っている。
カムイ達と同じ中学校に入学、ななかと同じ文芸部に所属。
澄川先生
カムイとななか達の5年、6年の担任教師。カムイの頭の良さを知っており、時おり、小学校の授業がつまらないのではないかと思い自虐思考に走る。生徒、特に女子生徒から慕われている。

### 高塚家
高塚ゆりえ
らいらとななかの母。
夫と共に小さな定食屋を経営している。花粉症持ち。
実は夫である透より年上で、中学生時代に小学生だった透に勉強を教えていた間柄。
高塚透
らいらとななかの父。やや心配性の持ち主で、ぎっくり腰をやってしまっている。
妻のゆりえと共に商店街にある定食屋「食堂タカツカ」を経営している。カムイの従兄の北斗が、この店の常連である。
ゆりえの提案で、カムイの家庭教師の件が秘密にされていた。自身と妻との過去からか、らいらとよく一緒にいるカムイに対して思うところがあるらしい。

## 単行本
- あづま笙子 『かてきょん』 竹書房〈バンブーコミックス〉、全3巻

1. 2012年3月12日初版発行（2012年2月27日発売[8]）ISBN 978-4-8124-7743-4
2. 2013年5月28日初版発行（2013年5月14日発売[9]）ISBN 978-4-8124-8174-5
3. 2014年10月11日初版発行（2014年9月27日発売[10]）ISBN 978-4-8124-8174-5